# Krowiarki (wieś)
Krowiarki (niem. Polnisch Krawarn, 1914–1945 Preußisch Krawarn, od 1945 do 1947 Krawarz Polski) – wieś w Polsce położona w województwie śląskim, w powiecie raciborskim, w gminie Pietrowice Wielkie.
W latach 1945–1954 siedziba gminy Krowiarki. W latach 1954–1961 wieś należała i była siedzibą władz gromady Krowiarki, po przeniesieniu siedziby gromady, w gromadzie Maków. W latach 1975–1998 miejscowość położona była w województwie katowickim.

## Części wsi
| SIMC    | Nazwa    | Rodzaj    |
| ------- | -------- | --------- |
| 0218911 | Zagumnie | część wsi |

## Historia
Wieś wzmiankowana po raz pierwszy w łacińskim dokumencie z 1223 roku gdzie zanotowana została w zlatynizowanej, staropolskiej formie „Caravar” oraz Karawar. W łacińskim dokumencie z 1228 roku wydanym przez Kazimierza I opolskiego zanotowana została w formie Kravar w szeregu miejscowości założonych na prawie polskim iure polonico. Nazwa ta wykazywała jednak typowo czeską formę grupy TraT / TlaT, a nie polskiej TroT / Tlot (porównaj polskie krowa vs czeskie krava).
W alfabetycznym spisie miejscowości na terenie Śląska wydanym w 1830 roku we Wrocławiu przez Johanna Knie miejscowość występuje pod zniekształconą, polską nazwą Polsky Kraworsz oraz zgermanizowaną Polnisch Krawarn Topograficzny opis Górnego Śląska z 1865 roku notuje miejscowość w języku niemieckim Polnisch Krawarn oraz polskim Polski Krawarz. Do roku 1914 wieś nosiła niemiecką nazwę Polnisch Krawarn zanim nie zmieniono jej na nową Preußisch Krawarn.

## Zabytki
- Pałac – obiekt wzniesiony w 1678 r., przebudowany w 1748 r., 1826 r., w latach 1852-1887 oraz 1896 r. Pałac na rzucie zbliżonym do prostokąta, niejednorodny stylowo. W nieregularnej bryle wyróżnione dwa segmenty. Segment południowy, dwukondygnacyjny, przekryty wysokim dachem mansardowym z lukarnami. Wieża zwieńczona hełmem, akcentowana ryzalitem z wejściem głównym. W narożniku południowo-wschodnim wieża czworoboczna, czterokondygnacyjna, kryta dachem namiotowym. Elewacje tynkowane, w narożnikach zbrojone. Segment północny trzykondygnacyjny, przekryty dachem płaskim ze świetlikiem. Elewacje z cegły klinkierowej z ryzalitami, zdobione detalami kamieniarskimi. W narożniku północno-wschodnim wieża czworoboczna, czterokondygnacyjna, kryta dachem namiotowym. W sąsiedztwie zabytkowy park pałacowy z XVII w., przeprojektowany w latach 1852-1877 o powierzchni 17,5 ha.

- Mauzoleum – obiekt w stylu neoklasycystycznym na planie krzyża łacińskiego, wzniesiony około 1870 r. Wejścia do obiektu flankowane kolumnami, zwieńczone belkowaniem i tympanonem trójkątnym. Elewacje tynkowane, gładkie i boniowane. Obiekt przekryty kopułą ze świetlikiem.
- Kościół parafialny pw. Narodzenia Najświętszej Maryi Panny. Obiekt wzniesiony w latach 1909–1910, na planie prostokąta z wieżą czworoboczną na osi głównej. Przekryty dachem dwuspadowym z sygnaturką. Styl określany jest jako neogotycki[14] lub neoromański[15]. Nie jest wpisany do rejestru zabytków.

## Transport
Przez wieś przechodzi droga wojewódzka nr 417.